# Ideopsis vulgaris
Ideopsis vulgaris is een vlinder uit de familie Nymphalidae, onderfamilie Danainae.
De wetenschappelijke naam van de soort is voor het eerst geldig gepubliceerd in 1874 door Arthur Gardiner Butler.
De soort komt alleen voor in het Oriëntaals gebied.